# Hendrik de Iongh
Hendrik de Iongh (* 4. August 1877 in Dordrecht; † 9. August 1962 in Den Haag) war ein niederländischer Fechter und Generalmajor.

## Leben
Hendrik de Iongh nahm an den Olympischen Spielen 1912 in Stockholm teil, bei denen er mit der niederländischen Equipe die Finalrunde erreichte. Diese schloss er gemeinsam mit Jetze Doorman, Arie de Jong, Dirk Scalongne, George van Rossem und Willem van Blijenburgh hinter Ungarn und Österreich auf dem dritten Platz ab und gewann somit die Bronzemedaille. Im Einzel schied er mit dem Säbel und dem Degen jeweils in der Vorrunde aus.
De Iongh war Offizier der Koninklijke Landmacht und stieg in der Infanterie bis zu seinem Ruhestand in den Rang eines Generalmajors auf.